# Tatiana Ruiga
Tatiana Rudolfovna Ruiga (en ruso: Татьяна Рудольфовна Руйга; Krasnoyarsk, URSS, 11 de mayo de 1978) es una deportista rusa que compitió en escalada, especialista en la prueba de velocidad.
Ganó tres medallas en el Campeonato Mundial de Escalada entre los años 1997 y 2007, y una medalla de plata en el Campeonato Europeo de Escalada de 2000. Además, consiguió una medalla de bronce en los Juegos Mundiales de 2005.

## Palmarés internacional
| Campeonato Mundial | Campeonato Mundial | Campeonato Mundial | Campeonato Mundial |
| Año                | Lugar              | Medalla            | Prueba             |
| ------------------ | ------------------ | ------------------ | ------------------ |
| 1997               | París (Francia)    | Medalla de oro     | Velocidad          |
| 2003               | Chamonix (Francia) | Medalla de plata   | Velocidad          |
| 2007               | Avilés (España)    | Medalla de oro     | Velocidad          |
| Campeonato Europeo |                    |                    |                    |
| Año                | Lugar              | Medalla            | Prueba             |
| 2000               | Múnich (Alemania)  | Medalla de plata   | Velocidad          |